# Radley Metzger
Pour les articles homonymes, voir Metzger.
Radley Metzger (né le 21 janvier 1929 à New York et mort le 31 mars 2017 dans la même ville) est un réalisateur américain.

## Biographie
Radley Metzger est connu comme l'un des premiers réalisateurs de films de sexploitation puis de porno chic.
Parmi ses films les plus connus figurent The Private Afternoons of Pamela Mann et The Opening of Misty Beethoven, réalisés sous le pseudonyme de Henry Paris. Il a aussi adapté le roman L'Image (paru en 1956) de Catherine Robbe-Grillet.
Son film Le Chat et le Canari est un film policier classique.

## Filmographie
- 1961 : Dark Odyssey (en), coréalisé avec William Kyriakis
- 1964 : La Baie du désir, coréalisé avec Max Pécas
- 1964 : Dictionary of Sex (en)
- 1965 : Les Sales Filles (en) (The Dirty Girls)
- 1966 : Les Chattes de gouttière (en) (The Alley Cats)
- 1968 : Carmen, Baby (en) d'après la nouvelle de Prosper Mérimée
- 1968 : Thérèse et Isabelle, d'après le roman Thérèse et Isabelle de Violette Leduc
- 1969 : Camilla (Camilla 2000) d'après le roman La Dame aux camélias
- 1970 : Esotika Erotika Psicotika
- 1972 : Score (en)
- 1973 : Sie nannten sie kleine Mutter (de)
- 1975 : Furies porno (The Private Afternoons of Pamela Mann)
- 1975 : La Grande Partie (en) (Naked Came the Stranger), d'après Naked Came the Stranger
- 1976 : Porno Paradise (en) (The Opening of Misty Beethoven)
- 1976 : L'Esclave (The Image) d'après le roman de Catherine Robbe-Grillet
- 1977 : Barbara Broadcast (en)
- 1978 : Le Chat et le Canari (The Cat and the Canary)
- 1978 : La Maison de la jouissance (en) (Maraschino Cherry)
- 1981 : Dolly l'Initiatrice (en) (Tale of Tiffany Lust), coréalisé avec Gérard Kikoïne
- 1981 : World of Henry Paris (en)
- 1983 : Journal intime d'une nymphomane (en) (Aphrodesia's Diary), coréalisé avec Gérard Kikoïne
- 1986 : Les Fantasmes de Miss Jones (en) (The Princess and the Call Girl), coréalisé avec Gérard Loubeau

## Récompenses
L'Adult Film Association of America le couronne meilleur réalisateur en 1976 pour The Opening of Misty Beethoven, réalisé sous le pseudonyme de Henry Paris.
Il fait partie des membres de l'AVN Hall of Fame.